# Klein drijfhorentje

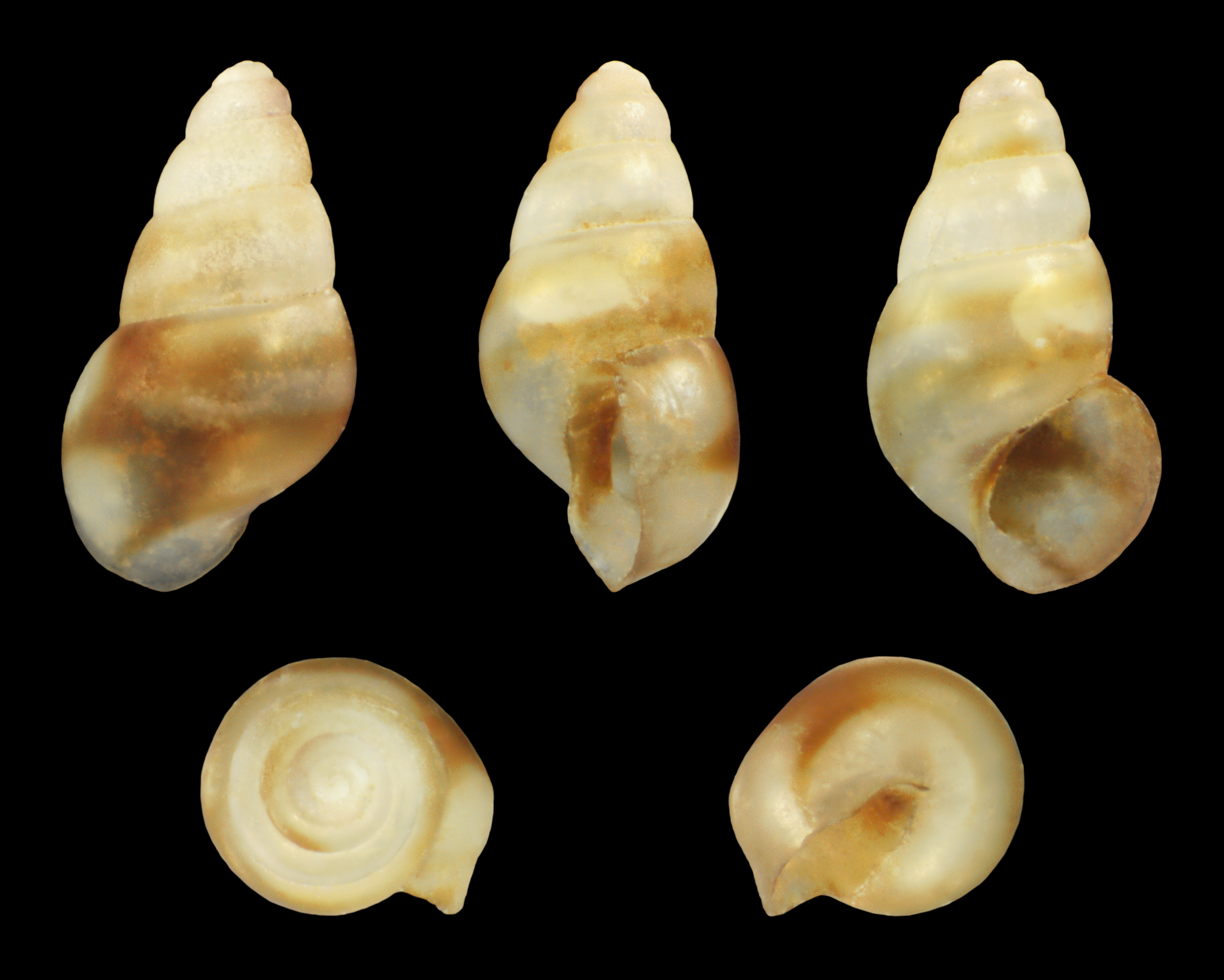
Rissoa parva ssp. interrupta var. bifasciata

Het klein drijfhorentje (Rissoa parva) is een slakkensoort uit de familie van de Rissoidae. De wetenschappelijke naam van de soort is voor het eerst geldig gepubliceerd in 1778 door da Costa.